# Dog Island (Anguilla)
Dog Island è un'isola disabitata situata circa 15 km a nord della grande isola di Anguilla e a circa 3 km a nord-ovest delle Prickly Pear Cays. Il territorio è composto da piccole colline ricoperte di arbusti e varia vegetazione. L'isola è poco frequentata dai turisti poiché gli approdi sono più difficoltosi rispetto alle altre isole della zona; infatti, gli unici punti che permettono di sbarcare sono le spiagge che però non sono riparate dai venti e quindi possono creare problemi alle imbarcazioni per via del moto ondoso.
Nel 1976 il governo degli Stati Uniti chiese al Segretario di Stato per gli Affari Esteri e del Commonwealth di poter usare l'isola come poligono di tiro per le esercitazioni della U.S. Navy.
L'isola è una riserva marina protetta dal 1º gennaio 1989.

## Fauna
Sull'isola è stata rilevata la presenza di almeno 28 specie differenti di uccelli marini, di cui 9 la utilizzano per la nidificazione:
- Fetonte beccorosso (Phaethon aethereus)
- Fraticello americano (Sternula antillarum)
- Fregata magnifica (Fregata magnificens)
- Gabbiano sghignazzante (Leucophaeus atricilla)
- Sterna dalle redini (Onychoprion anaethetus)
- Sterna fuligginosa (Onychoprion fuscatus)
- Sterna stolida bruna (Anous stolidus)
- Sula mascherata (Sula dactylatra)
- Sula fosca (Sula leucogaster)

Sull'isola è attestata anche la presenza di lucertole e di capre selvatiche, queste in particolare sono i residui degli allevamenti che nel corso del tempo gli anguillani tentarono di impiantare.